# Homer Sel·li
Homer Sel·li (en llatí Homerus, en grec antic Ὅμηρος), Sellius (Sel·li) era un malnom, fou un gramàtic grec, que va escriure uns himnes i poemes esportius, i en prosa va ser un autor que escrivia περὶ τῶν κωμικῶν προσώπων (Sobre les persones còmiques). També se li coneixen uns resums (περιοχὰς) de les comèdies de Menandre d'Atenes. La seva època és desconeguda. En parla l'enciclopèdia romana d'Orient Suides. Fabricius dona tots els detalls coneguts a Bibliotheca Graeca. vol. II. p 451.